# Otto Krappan
Otto Krappan (Nagyszeben, 11 ottobre 1886 – Palermo, 2 febbraio 1942) è stato un allenatore di calcio ungherese.

## Palmarès

### Allenatore

#### Competizioni nazionali
- Seconda Divisione: 1

Udinese: 1924-1925
- Prima Divisione: 1

Monfalconese C.N.T.: 1928-1929